# 新營街
新營街為台灣日治時期1933年至1945年間存在之行政區，原為1920年設立的「新營庄」，轄屬台南州新營郡。今台南市新營區。

## 行政區劃

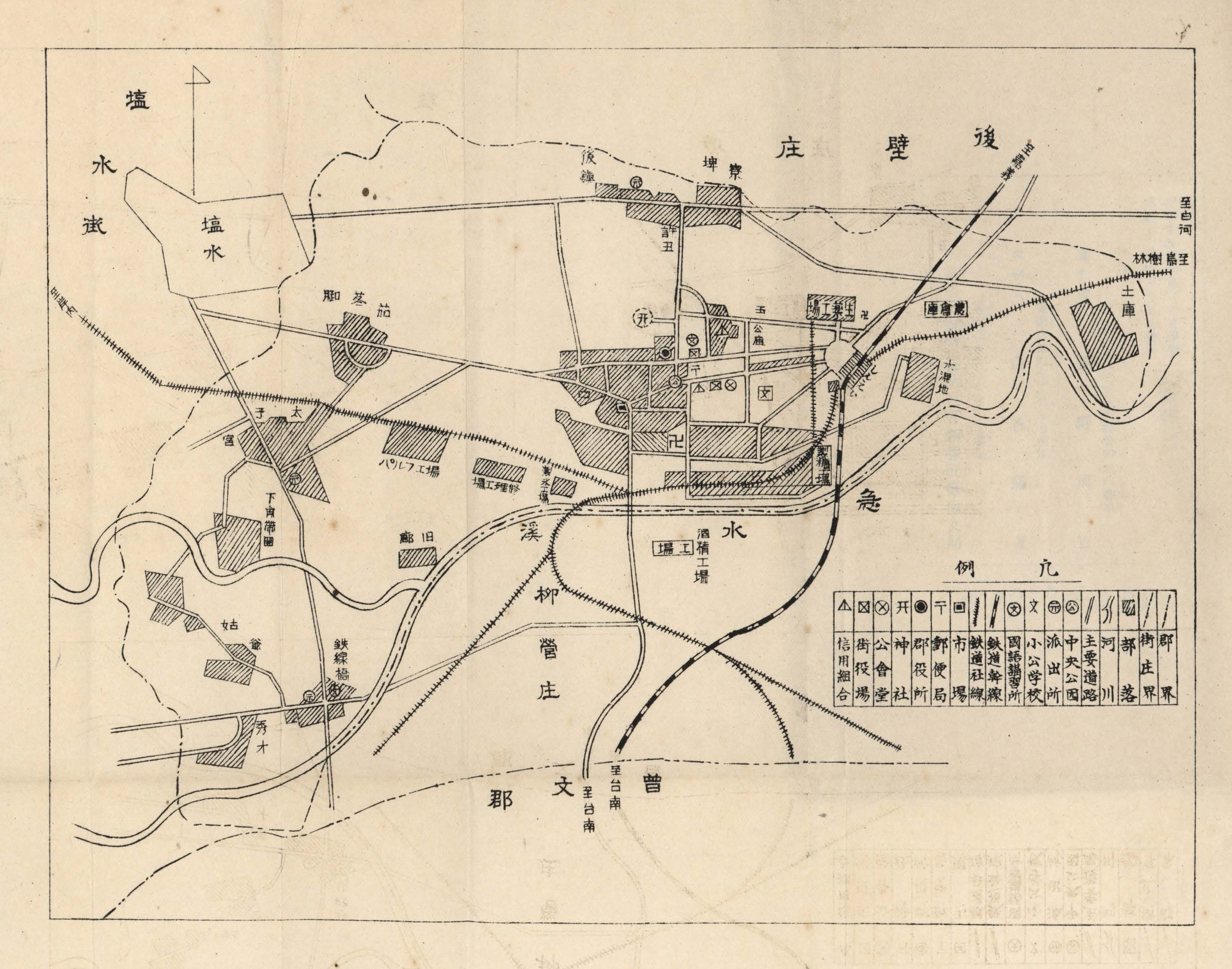
新營街管內略圖(1939年)

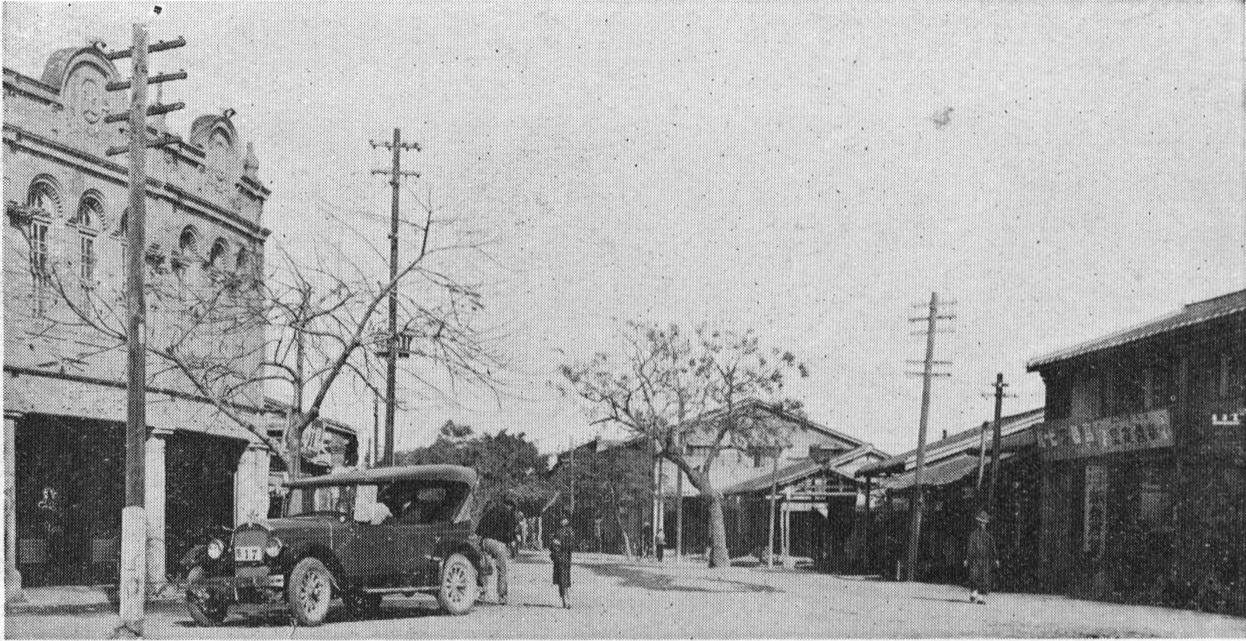
新營街舊貌。

新營街在清治時期及日治時期初期屬太子宮堡、下茄苳南堡、鐵線橋堡的19庄。於1895年8月，屬臺灣民政支部嘉義出張所；1896年4月改隸臺南縣；1897年6月隸屬嘉義縣，並在新營設立鹽水港警察署新營分署、新營街庄役場。1898年6月，警察署改為鹽水港辨務署新營支辨務署。1901年11月，辨務署廢止，設置鹽水港廳，新營地區屬新營支廳。1904年4月1日，鹽水港廳實施街庄整併，整併為以下14庄：
- 太子宮堡：新營、茄苳脚庄、太子宮庄、舊廍庄、下角帶圍庄
- 下茄苳南堡：許、埤藔庄、王公廟庄、後鎮庄、土庫庄、卯舍庄
- 鐵線橋堡：鐵線橋庄、秀才庄、姑爺[2]

1909年10月，鹽水港廳被併入嘉義廳。1920年10月1日，成立台南州新營郡新營庄，轄域內分為新營、茄苳脚、太子宮、舊廍、下角帶圍、許、埤寮、王公廟、後鎮、土庫、卯舍、鐵線橋、秀才、姑爺等14個大字，太子宮大字下有「竹圍子」、「太子宮」、「埤子底」小字名。1933年12月，升格為「新營街」。
| 1899年11月 | 1899年11月                   | 1904年4月 | 1904年4月  | 1920年10月 | 1920年10月 | 現在     | 現在                                                                                    |
| 區         | 街庄                         | 區        | 街庄       | 街庄       | 大字       | 鄉鎮市區 | 村里                                                                                    |
| ---------- | ---------------------------- | --------- | ---------- | ---------- | ---------- | -------- | --------------------------------------------------------------------------------------- |
| 新營區     | 新營庄                       | 新營區    | 新營庄     | 新營庄     | 新營       | 新營區   | 新北里、新南里、民生里、民榮里、南興里、永平里、 三仙里、興業里、民權里、忠政里、中營里 |
| 新營區     | 茄苳腳庄                     | 新營區    | 茄苳腳庄   | 新營庄     | 茄苳脚     | 新營區   | 嘉芳里                                                                                  |
| 新營區     | 太子宮庄、竹圍仔庄、埤仔底庄 | 新營區    | 太子宮庄   | 新營庄     | 太子宮     | 新營區   | 太南里、太北里、南紙里                                                                  |
| 新營區     | 舊廍庄                       | 新營區    | 舊廍庄     | 新營庄     | 舊廍       | 新營區   | 太南里                                                                                  |
| 新營區     | 下角帶圍庄                   | 新營區    | 下角帶圍庄 | 新營庄     | 下角帶圍   | 新營區   | 姑爺里                                                                                  |
| 安溪藔區   | 許丑庄                       | 安溪藔區  | 許丑庄     | 新營庄     | 許丑       | 新營區   | 埤寮里                                                                                  |
| 安溪藔區   | 埤藔庄                       | 安溪藔區  | 埤藔庄     | 新營庄     | 埤寮       | 新營區   | 埤寮里                                                                                  |
| 安溪藔區   | 王公廟庄                     | 安溪藔區  | 王公廟庄   | 新營庄     | 王公廟     | 新營區   | 王公里、新東里、中營里、大宏里、忠政里                                                  |
| 安溪藔區   | 後鎮庄                       | 安溪藔區  | 後鎮庄     | 新營庄     | 後鎮       | 新營區   | 護鎮里                                                                                  |
| 安溪藔區   | 土庫庄                       | 安溪藔區  | 土庫庄     | 新營庄     | 土庫       | 新營區   | 土庫里                                                                                  |
| 安溪藔區   | 卯舍庄                       | 安溪藔區  | 卯舍庄     | 新營庄     | 卯舍       | 新營區   | 土庫里                                                                                  |
| 鐵線橋區   | 鐵線橋街、五間厝庄           | 鐵線橋區  | 鐵線橋庄   | 新營庄     | 鐵線橋     | 新營區   | 五興里                                                                                  |
| 鐵線橋區   | 秀才庄                       | 鐵線橋區  | 秀才庄     | 新營庄     | 秀才       | 新營區   | 五興里                                                                                  |
| 鐵線橋區   | 姑爺庄、莿桐腳庄、挖仔庄     | 鐵線橋區  | 姑爺庄     | 新營庄     | 姑爺       | 新營區   | 姑爺里                                                                                  |

## 街庄長
- 沈崑山：1920~1932
- 平川一彥：1933（曾任職於殖產局、新營郡役所、台南州）
- 長野與吉：1934~1941（後任斗南街長，曾任職於臺中廳、彰化郡役所、東勢郡役所、台南州）
- 作佐部太一：1942~1945（曾任職於南門小學校、善化小學校、新化郡役所、曾文郡役所、斗六郡役所、東石郡役所）[4]

## 人口
| 大字別   | 內地人 | 臺灣人 | 朝鮮人 | 中華民國人 | 小計   |
| -------- | ------ | ------ | ------ | ---------- | ------ |
| 新營     | 1,593  | 10,546 | 26     | 150        | 12,315 |
| 茄苳脚   |        | 602    |        |            | 602    |
| 太子宮   | 207    | 2,478  |        |            | 2,685  |
| 舊廍     |        | 458    |        |            | 458    |
| 下角帶圍 | 7      | 617    |        |            | 624    |
| 許丑     | 5      | 294    |        |            | 299    |
| 埤寮     |        | 620    |        |            | 620    |
| 王公廟   | 204    | 1,385  | 1      |            | 1,590  |
| 後鎮     | 7      | 747    |        |            | 754    |
| 土庫     |        | 838    |        |            | 838    |
| 卯舍     |        | 126    |        |            | 126    |
| 鐵線橋   | 6      | 2,189  | 1      |            | 2,196  |
| 秀才     |        | 141    |        |            | 141    |
| 姑爺     |        | 765    |        |            | 765    |
| 小計     | 2,029  | 21,806 | 28     | 150        | 24,013 |

## 學校
- 新營農業專修學校（白河商工前身，原址為新營高中）
- 新營家政女學校（今新營商工）
- 新營尋常高等小學校→新營國民學校（今公誠國小）
- 新營公學校→新營東國民學校（今新營國小）
- 鐵線橋公學校→鐵線橋國民學校（今新橋國小）

## 設施

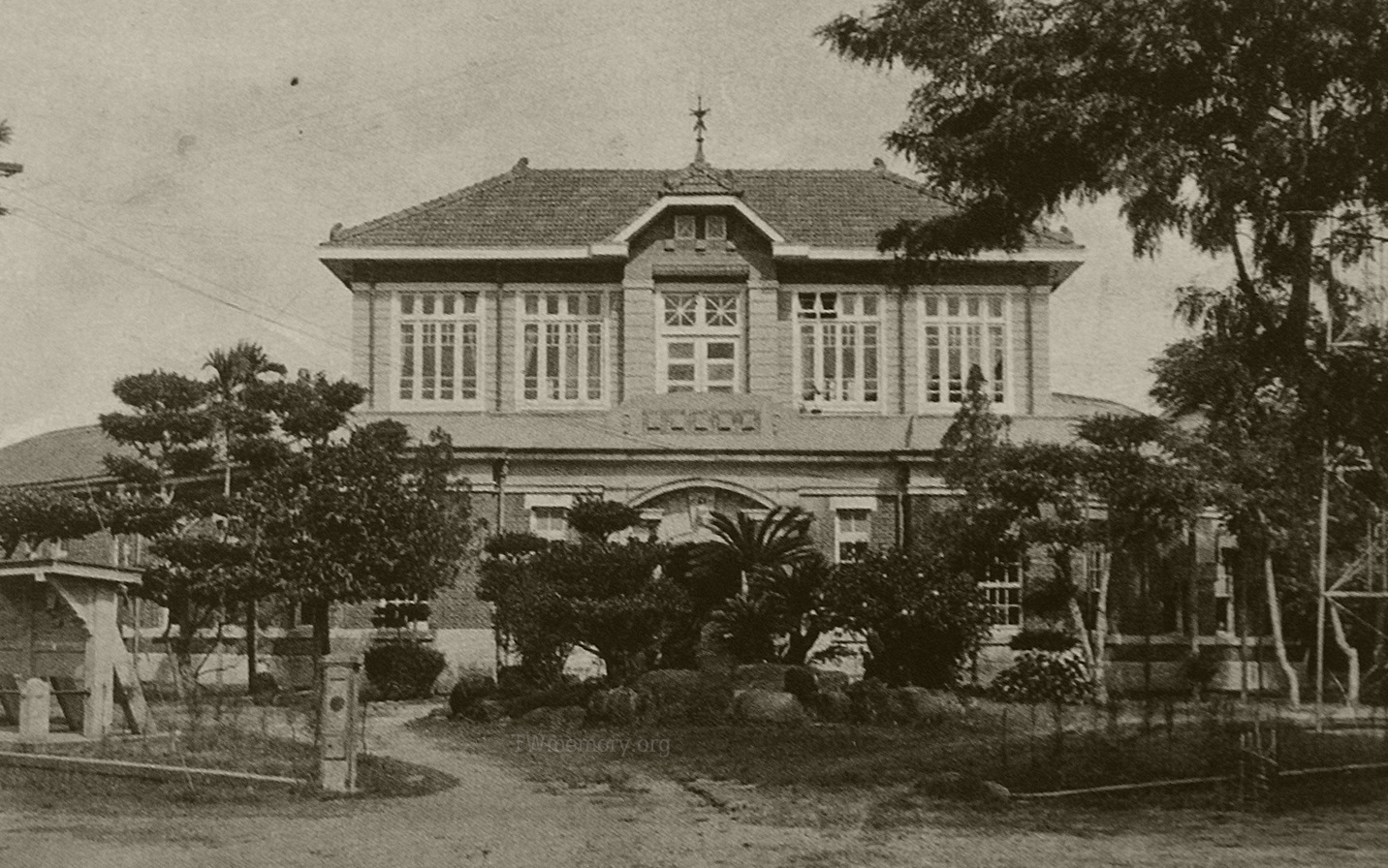
新營郡役所

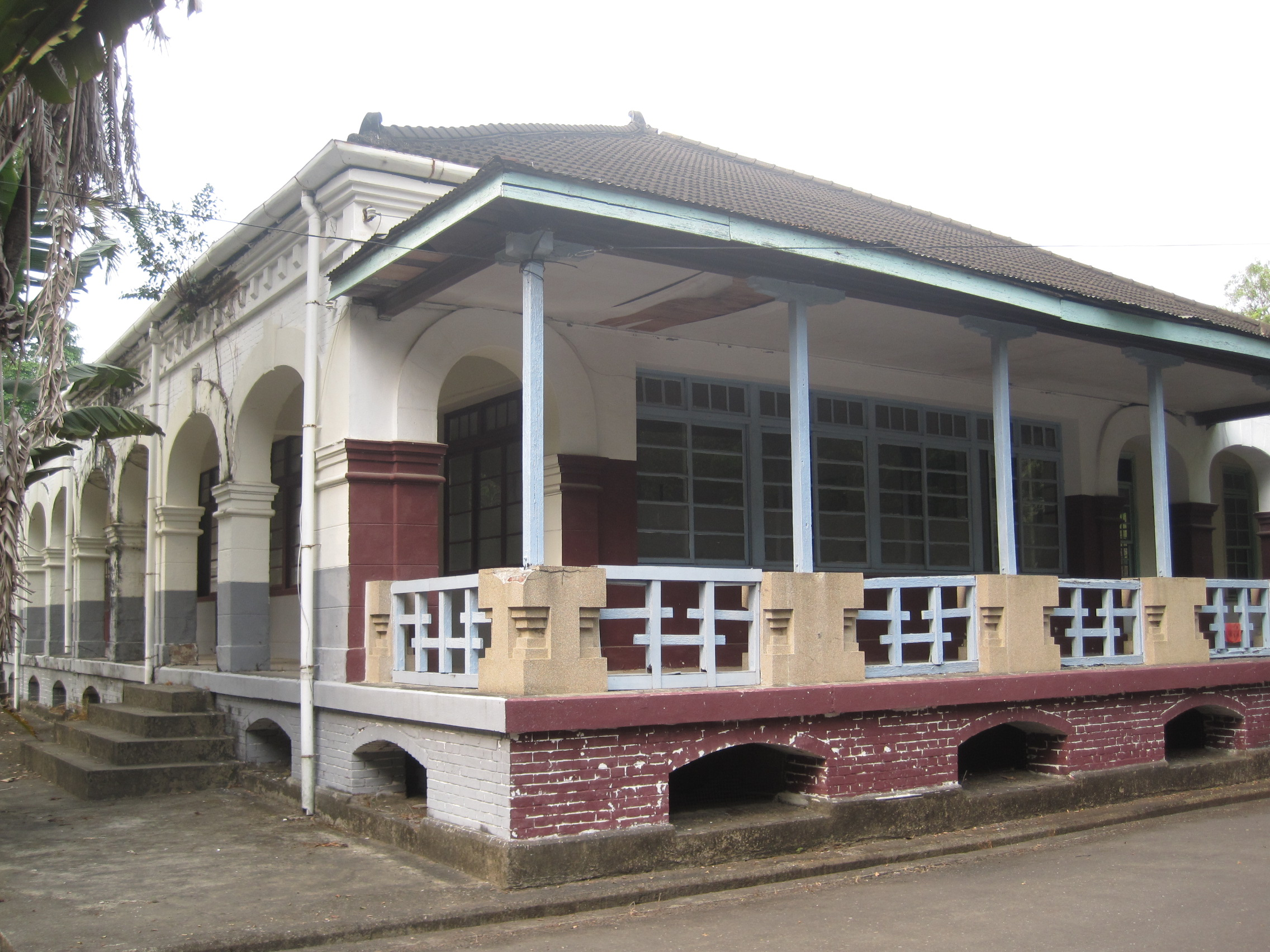
原鹽水港製糖本社辦公室(位在新營糖廠內)，已登錄為臺南市歷史建築

- 新營郡役所新營郡役所
- 新營街役場
- 新營鹽水水道
- 新營郵便局
- 新營街小賣市場
- 新營魚市場
- 新營郡公會堂新營郡公會堂

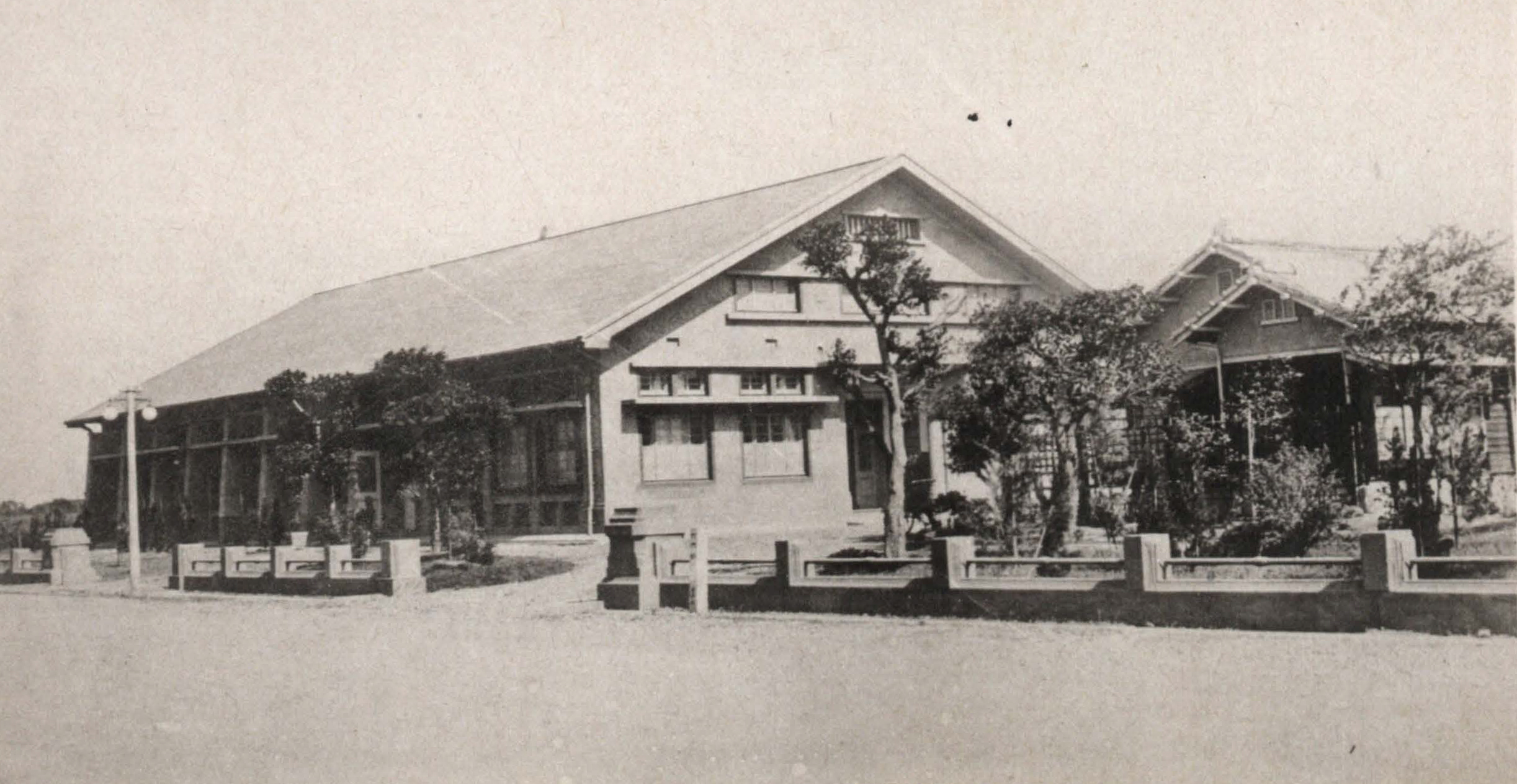
新營郡公會堂

- 鹽水港製糖株式會社事務所、新營製糖所原鹽水港製糖本社辦公室(位在新營糖廠內)，已登錄為臺南市歷史建築

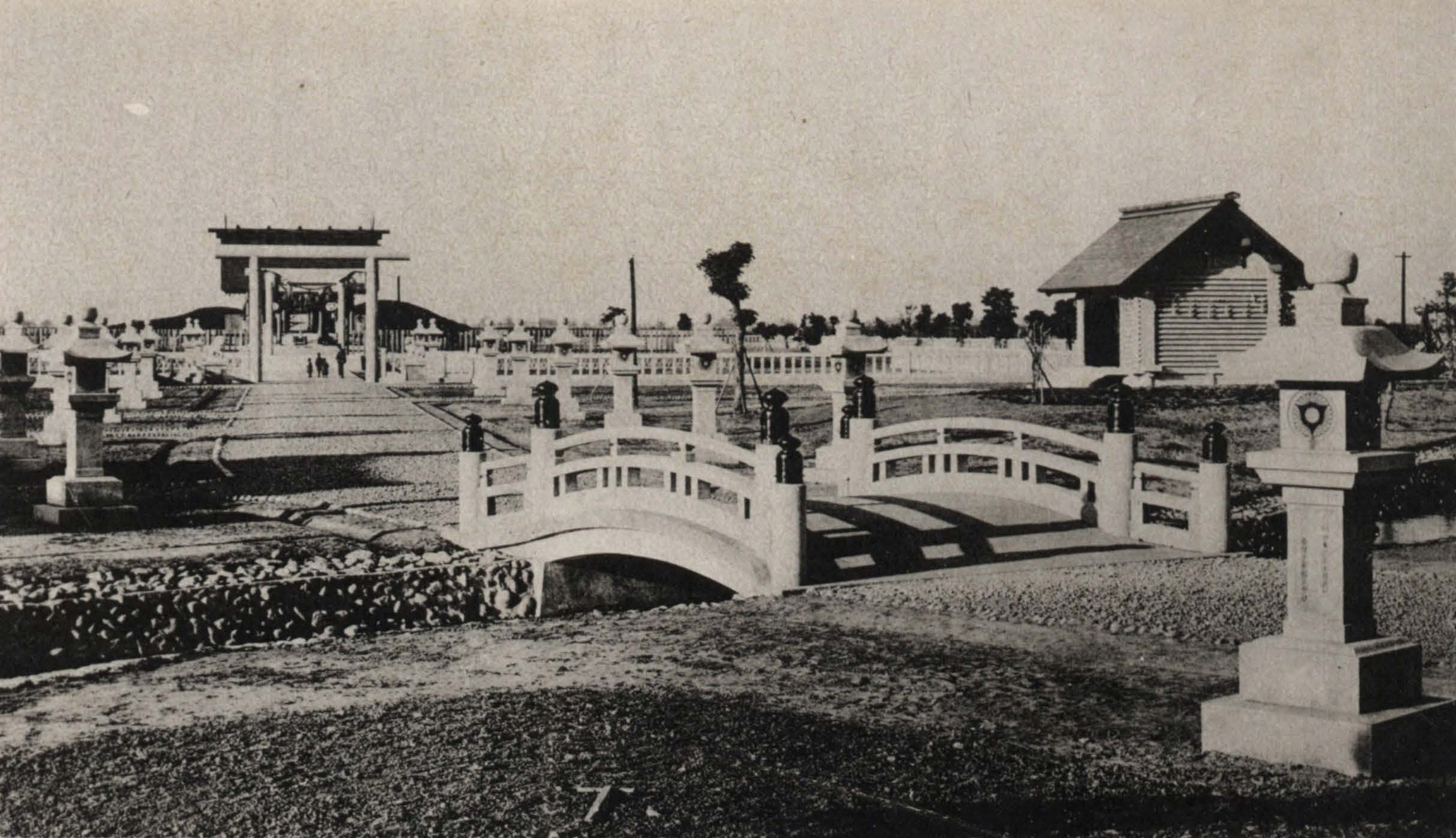
新營神社

- 國際通運株式會社新營出張所
- 臺灣運輸株式會社新營出張所
- 臺灣生藥株式會社（原址現為新東國中）
- 臺灣倉庫株式會社新營出張員
- 臺灣電力株式會社新營變電所
- 新營神社新營神社